# Sirius the Jaeger
Sirius the Jaeger (japonês: 天狼, Hepburn: Shiriusu)  é uma série de anime original japonesa produzida pela P. A. Works. A série é dirigida por Masahiro Andō e estreou em 12 de julho de 2018 no Japão. No Brasil, a série estreou no dia 21 de dezembro de 2018 na Netflix, com opção de áudio original em japonês e também dublagem em português, realizada no estúdio Alcateia.

## Enredo
Em 1930, um grupo de vampiros deixa a China e foge para o Japão. Eles são seguidos por um grupo de caçadores de vampiros chamados "Jaegers" sob o pretexto de serem funcionários da "Transportadora V". Entre eles está um jovem "Sirius" chamado Yuliy, um lobisomem cuja aldeia natal foi destruída por vampiros. No passado, um membro da família real de Sirius era escolhido pelo oráculo para ser o agente de Deus e autorizado a possuir uma misteriosa relíquia sagrada conhecida como "A Arca de Sirius" que, como um presente de Deus, poderia exercer poder sobre todos coisas. Por causa de seu potencial, o povo de Sirius foi atacado por grupos que buscavam seu poder, então a arca foi selada em um local secreto, para nunca mais ser usada. Yuliy e os Jaegers se envolvem em uma batalha mortal contra os vampiros pela posse da relíquia.

## Personagens

### Jaegers
Jaegers são caçadores de vampiros que usam os disfarce da "Transportadora V" para suas operações.
Yuliy "Yuriychka" Jirov (ユーリィゲロフ, Yūri Gerofu)
Voz de: Yūto Uemura
O personagem principal. Yuliy é um meio lobisomem de 17 anos com habilidade física excepcional e membro dos Jaegers. Ele é filho do Sirius Alexei e de uma mulher humana, Sachi, e tem um irmão mais velho, Mikhail. Ele é normalmente calmo, mas é implacável ao lutar contra vampiros, porque eles destruíram sua aldeia natal de Dogville e exterminaram todos os habitantes. Ele tem cabelo preto com uma mecha branca e um rabo de cavalo curto e às vezes seus olhos brilham em azul brilhante.
Willard (ヴィラード, Wirādo)
Voz de: Kenyu Horiuchi
Willard tem 41 anos, atende pelo nome de "Professor", é um ex-arqueólogo e comandante da "Transportadora V". Ele é um “Jaeger”, mas também conhecido por seu papel como consultor de meio período no departamento de preservação histórica da "Transportadora V". No passado, ele decifrou um livro antigo recuperado das ruínas da civilização Sirius e traçou a Arca de Sirius até Dogville, levando à sua destruição quando os vampiros tentaram encontrar a Arca. Ele tem cabelos loiros e usa um monóculo sobre um olho.
Dorothea (ドロテア, Dorotea)
Voz de: Nanako Mori
O braço direito de Willard e especialista em armas de fogo. Ela é espanhola e tem 27 anos. Dorothea mantém a cabeça fria e pode se adaptar a qualquer situação. Ela é especialista em pólvora e usa diferentes tipos de armas adequadas para cada circunstância. Ela tem cabelos pretos, pele bronzeada e olhos verdes.
Philip (フィリップ, Firippu)
Voz de: Yūsuke Kobayashi
Um menino britânico de 14 anos e o membro mais jovem da equipe de Willard. Ele tem cabelos loiros e um ódio pelo Sirius, porque um lobisomem matou seus pais.
Fallon (ファロン, Faron)
Voz de: Shunsuke Takeuchi
Um homem irlandês-americano musculoso, que é forte tanto fisicamente quanto mentalmente. Ele tem 26 anos, cabelos ruivos na altura do ombro e uma personalidade bem-humorada. É descontraído, bastante conversador e cuida de Yuliy com uma atitude de irmão mais velho. Seu estilo de luta é o combate a curta distância e também é especialista em montar armadilhas para vampiros.

### Vampiros
Os vampiros operam sob o disfarce da empresa "Alma Exportação e Importação" e procuram a "Arca de Sirius" para possivelmente curar uma doença degenerativa que os está matando. Existem dois tipos de vampiros: os Royals, que podem usar seus poderes enquanto ainda estão em forma humana; e os Slaves, ex-humanos que devem se transformar em bestas para acessar seus poderes.
Mikhail (ミハイル, Mihairu)
Voz de: Takahiro Sakurai
O irmão mais velho de Yuliy. Ele nasceu em uma vila rural conhecida como a vila dos cães e viveu pacificamente com Yuliy e sua mãe. Suas vidas pacíficas foram repentinamente quebradas pelos vampiros que atacaram sua vila em busca da “Arca de Sirius”. Ele conseguiu escapar da vila em chamas com Yuliy, mas ficou gravemente ferido ao tentar salvar Yuliy do perseguidor. Yuliy sempre acreditou que seu irmão tenha morrido lá. Ele é um habilidoso esgrimista de duas espadas, mas também capaz de perseguir sua presa com armas.
Yevgraf (エフグラフ, Efugurafu)
Voz de: Kenjiro Tsuda
Jovem príncipe vampiro da realeza. Para salvar seu clã moribundo, ele liderou Kershner e outros na guerra contra humanos. Ele está em busca da "Arca de Sirius", mas suas verdadeiras intenções são desconhecidas.
Kershner (カーシュナー, Kāshunā)
Voz de: Takehito Koyasu
Vampiro real que serve Yevgraf. Willard e a "Transportadora V" estavam atrás dele há algum tempo. Ele chegou ao Japão e desde então age secretamente, com intenção desconhecida. Ele também é conhecido como o presidente da “Alma Exportação e Importação”.
Agatha (アガサ, Agasa)
Voz de: Sayaka Ohara
Vampira real, que veio para o Japão via Xangai. Ela é bonita e graciosa em público, mas age e fala rudemente ao mostrar seu verdadeiro eu. Ela usa suas próprias garras como arma. Durante o combate, ela as utiliza como facas e mata humanos.
- Klarwein (クラルヴァイン, Kuraruvu~ain)

Cientista maluco que se uniu aos vampiros para alcançar o desejo de longa data.

## Produção
O anime estreou em julho de 2018. A série é dirigida por Masahiro Ando e escrita por Keigo Koyanagi, com animação do estúdio P. A. Works. O design de personagens originais foi feito por Kinu Nishimura, e Mai Matsuura e Souichirou Sako estão adaptando os designs para animação, além de atuar como diretores de animação da série. A música para a série foi composta por Masaru Yokoyama. Infinite está produzindo o anime.
Shiho Takeuchi é responsável pelo design conceitual da série. Masahiro Sato é o diretor de animação de ação, Junichi Higashi e Ayumi Satō são os diretores de arte e Kazuto Izumida é o diretor de fotografia. A série é editada por Ayumu Takahashi. Mika Sugawara é responsável pela configuração de cores e Tariki Kiritani é o diretor de animação em série da série. Jin Aketagawa é o diretor de som da série.
A música tema de abertura "Sirius" é interpretada por Kishida Kyoudan & The Akeboshi Rockets. A música tema de encerramento é "Hoshie" (星絵, "Star Drawing") de Sajou no Hana.
O último episódio da série, "A arca de sirius", foi exibido no Japão em 27 de setembro de 2018. Licenciado pela Netflix, o anime foi disponibilizado no serviço de streaming em 21 de dezembro de 2018.

## Episódios
| Nº | Título | Diretor                         | Roteirista      | Exibição original      |
| --- | --- | ------------------------------- | --------------- | ---------------------- |
| 1 | "Um espírito uiva na escuridão" Transliteração: "Yomigaerishimono, Yoru ni Warau" (em japonês: 蘇えりし者、夜に嗤う) | Masahiro Ando                   | Masahiro Ando   | 12 de julho de 2018    |
| Uma equipe de Jaegers segue um grupo de vampiros da China ao Japão usando a Transportadora V como cobertura. Uma série de crimes começam a ocorrer na Cidade Imperial que são atribuídas ao fugitivo, Kuratake. No entanto, ele é de fato um prisioneiro dos vampiros que são os verdadeiros perpetradores. O Jaeger Yuliy encontra a Vampira Agatha, e os Jaegers a perseguem, mas assim que Yuliy está prestes a matá-la, ele é baleado pelo Vampiro Mikhail. | |                                 |                 |                        |
| 2 | "Recuperando forças" Transliteração: "Mōshuu Suru Kiiroi Hana" (em japonês: 妄執する黄色い華)                        | Tomoaki Ota                     | Masahiro Ando   | 19 de julho de 2018    |
| O cientista Hanada Kisuke trata a ferida de Yuliy em sua mansão até que Yuliy se recupere e o Jaeger passe um tempo com a filha de Hanada, Saki. No entanto, Agatha lidera um grupo de vampiros em um ataque à mansão buscando a pesquisa do coração artificial de Hanada. Ela morde Hanada, transformando-o em um vampiro antes de ser morta por Yuliy, que então para Hanada pouco antes de ele morder sua própria filha. Yuliy persegue os vampiros em fuga, mas é interrompido por Mikhail. | |                                 |                 |                        |
| 3 | "Lembranças inesquecíveis" Transliteração: "Tokenai Yuki" (em japonês: とけないゆき)                                 | Takefumi Anzai                  | Tensai Okamura  | 26 de julho de 2018    |
| Após o incidente com o Dr. Hanada, Yuliy relembra sua infância na remota vila montanhosa de Dogville. Ele vivia pacificamente com sua família, porém vampiros atacaram a vila em busca da Arca de Sirius. Eles assassinaram os aldeões, incluindo sua mãe, mas Yuliy foi salvo por seu irmão Mikhail, que sacrificou sua própria humanidade tornando-se um vampiro. Yuliy só sobreviveu se transformando inconscientemente em um lobisomem. Agora Yuliy está dividido entre sua lealdade ao irmão e sua raiva pelo vampiro que seu irmão se tornou. | |                                 |                 |                        |
| 4 | "O começo da estratégia" Transliteração: "Bōryaku no Ari" (em japonês: 謀略の蟻)                                     | Cong                            | Masahiro Ando   | 2 de agosto de 2018    |
| Os Vampiros param de apoiar o Grupo Hyakko, pois possuem todos os materiais de que precisam. Willard verifica o fabricante de armas Alma Importação e Exportação e descobre que eles planejam um exercício militar em Shizuoka para testar uma nova arma para o major-general Kakizaki, chefe do Departamento de Armas. Na sede dos Vampiros, Yevgraf não consegue convencer a hierarquia dos Vampiros de que vale a pena encontrar a Arca de Sirius. Momosei Naotora lidera o Partido Hyakko em uma invasão aos escritórios da Alma procurando por Kershner, matando todos os funcionários, mas descobre que são humanos, não vampiros. Em Shizuoka, a arma Alma acaba por ser uma arma humanóide artificial que acaba com um batalhão de infantaria inteiro. Kakizaki imediatamente viaja de volta para a cidade imperial, mas devido a várias coincidências, Yuliy, Dorothea, Ryoko e Hideomi Iba também estão no mesmo trem. | |                                 |                 |                        |
| 5 | "Um morto conhecido aparece" Transliteração: "Araburu Tekkan" (em japonês: 荒ぶる鉄棺)                               | Fumihiko Suganuma               | Masahiro Ando   | 9 de agosto de 2018    |
| Yuliy se reúne com seu irmão Mikhail, que diz que Yuliy deve renunciar à sua vingança contra os vampiros, caso contrário, eles terão que lutar entre si. Iba aprende com Kakizaki sobre a arma Alma e que pode estar no trem para a cidade. Enquanto isso, Momosei Naotora e o grupo Hyakko atacam o trem em busca de Kershner. Eles encontram a arma humanóide artificial criada por Klarwein, que a comanda para matar Naotora. Os Jaegers, Philip e Fallon se juntam ao trem e ajudam na luta contra o Partido Hyakko enquanto Iba encontra seu primeiro vampiro depois que Ryoko o mata. Enquanto isso, Yuliy é atacado pela arma humanóide artificial, mas Mikhail intervém e a mata assim que o trem para. | |                                 |                 |                        |
| 6 | "O canto do pássaro" Transliteração: "Maneshi Tsugumi no Keiteki" (em japonês: マネシツグミの警笛)                   | Yasuo Fujii                     | Yasuhiro Irie   | 16 de agosto de 2018   |
| Klarwein reclama da destruição de seu humanóide artificial por Mikhail, mas Kershner está mais preocupado com a localização da Arca de Sirius e o extermínio dos Jaegers. Depois que Iba encontra Jiro Akimoto em busca de informações, os vampiros seguem Jiro até seu bar e o matam. Mais tarde, um grande número de vampiros converge para a casa da família Naoe, superando fortemente os Jaegers. No meio da batalha, Kershner entra e ataca Yuliy, chamando-o de Sirius vivo enquanto Mikhail desarma Philip. | |                                 |                 |                        |
| 7 | "Verdade revelada" Transliteração: "Ada Teki no Honō, no Koku" (em japonês: 讐敵の炎、哭白の刻)                      | Fumihiko Suganuma               | Tensai Okamura  | 23 de agosto de 2018   |
| No meio da luta de Yuliy e Kershner, o exército intervém e abre fogo contra os vampiros. Kershner interrompe o combate, ordenando que Mikhail mate Yuliy. Mikhail revela que Yuliy é o Sirius, e que a Arca foi levada por seu pai anos atrás, quando ele deixou sua aldeia. Kershner diz a Yuliy como o professor Willard foi responsável pela destruição de Dogville, ajudando os vampiros a rastrear a Arca. Confrontado com essa informação, Yuliy libera sua natureza bestial e mata Kershner violentamente com um pedaço de sua própria espada. Yuliy então confronta Willard, furioso com seus anos de decepção. Mais tarde, Willard explica que o pai de Yuliy deve ter pego e escondido o Arco de Sirius e que Yevgraf é quem realmente o deseja. | |                                 |                 |                        |
| 8 | "O santuário de Sirius" Transliteração: "Maneshitsugumi no Keiteki" (em japonês: ネシツグミの警笛)                   | Hideyo Kurakawa                 | Masayuki Kojima | 30 de agosto de 2018   |
| Yevgraf chega a Sakhalin, local da antiga civilização de Sirius e suspeita da localização da Arca de Sirius. Ele leva Mikhail para uma caverna onde eles encontram um selo impenetrável, uma poça de líquido vermelho fervente em seu centro. No entanto, Mikhail não consegue quebrá-lo e eles saem. Enquanto isso, Yuliy conhece Bishop, um ex-Jaeger que também procura a Arca que perdeu sua equipe para os vampiros. Ao se aproximarem da caverna, eles encontram um eremita que está sendo atacado por um grupo de escravos vampiros e as gêmeas vampiras, Larissa e Tamara. | |                                 |                 |                        |
| 9 | "A sombra do pai" Transliteração: "Zankon no Hōbai" (em japonês: 残痕の朋輩)                                         | Takuro Tsukada                  | Tensai Okamura  | 6 de setembro de 2018  |
| Bishop e Yuliy afugentam os vampiros, mas o eremita se recusa a revelar qualquer informação sobre a Arca. De volta a Sakhalin, eles encontram Ryoko e Iba, que revela que o eremita é o ex-capitão Akasaka Mamoru que, 15 anos antes, foi enviado para encontrar e adquirir a Arca de Siruis, mas nunca mais voltou. Em uma segunda visita à cabana do eremita, Yuliy e Iba convencem Mamoru a revelar a localização da Arca. Na manhã seguinte, Bishop e Yuliy partem sozinhos para encontrar a Arca. | |                                 |                 |                        |
| 10 | "Lembranças do abismo" Transliteração: "Shin'en ni Samayō ōkami" (em japonês: 深淵にさまよう狼)                      | Cong, Tomoaki Ota e Yasuo Fujii | Masahiro Ando   | 13 de setembro de 2018 |
| Na aldeia arruinada de Dogville, Willard explica a natureza da Arca de Sirius aos Jeagers. Usando o texto antigo, ele abre um painel oculto e encontra um santuário do qual extrai um pequeno orbe colorido que pode ajudar se o selo da Arca for quebrado. Enquanto isso, Klarwein ataca Yuliy e Bishop com um tesouro de humanóides artificiais construídos a partir dos escravos vampiros moribundos. No entanto, durante a batalha, uma avalanche reivindica Klarwein junto com suas criações. Yuliy e Bishop encontram a entrada para a caverna de Sirius, e Yuliy entra no líquido vermelho fervente em seu centro. Ele tem uma visão do passado quando Mamoru salvou ele e Mikhail de um urso e foi recebido na aldeia por Alexei. Alexei convenceu o ancião Gustav a permitir que ele selasse a Arca em sua origem em Sakhalin para evitar que ela fosse usada novamente. Yuliy conhece seu pai, que diz que sua alma reside para sempre dentro do selo para protegê-lo. No entanto, Yuliy convence seu pai a lhe dar a Arca como uma ferramenta para permitir que todas as raças coexistam. | |                                 |                 |                        |
| 11 | "Desejo de sangue" Transliteração: "Hōkō no Utage" (em japonês: 咆哮の宴)                                            | Yasuo Fujii e Fumihiko Suganuma | Tensai Okamura  | 20 de setembro de 2018 |
| Quando Yuliy e Bishop saem da câmara com a Arca, um pequeno orbe colorido, eles encontram Ryoko e Iba. Bishop é forçado a revelar que ele é um agente britânico e um vampiro, mas Yuliy concorda em trabalhar com ele para derrotar os vampiros. Quando Yuliy emerge do sistema de cavernas, ele é recebido pelas gêmeas vampiras e Mikhail, que agora é controlado por Yevgraf através de um pacto de sangue. Mikhail ataca Yuliy e leva a Arca, passando-a para a gêmea Larissa. Mikhail recupera lentamente o controle de seu corpo de Yevgraf. Os irmãos finalmente se reconciliam, mas Mikhail começa a sucumbir à doença do Vampiro. Enquanto isso, Bishop mata Larissa e pega a Arca, mas é confrontado por Yevgraf. O Vampiro pega a Arca e o mata, então escapa para sua aeronave voando acima. Yevgraf então engole o orbe brilhante, esperando se tornar a Arca dos Vampiros. | |                                 |                 |                        |
| 12 | "A arca de Sirius" Transliteração: "Tenrō no Hako" (em japonês: 天狼の匣)                                            | Masahiro Ando                   | Masahiro Ando   | 27 de setembro de 2018 |
| De seu avião, Fallon e Philip conseguem soltar Willard no dirigível de Yevgraf e ele o baixa o suficiente para Yuliy pular a bordo. Yuliy confronta Yevgraf, que agora planeja ser o progenitor de uma nova geração de vampiros e ele se transforma em um ser mais temível. Mikhail ataca Yevgraf, enquanto Willard entrega a Yuliy o orbe homólogo do santuário de Sirius que pode controlar a Arca. Yuliy se junta a Mikhail na luta contra Yevgraf, que começa a degenerar sob o poder da Arca, e Mikhail consegue extraí-lo do corpo de Yevgraf. A luta selvagem continua até que Mikhail finalmente mata Yevgraf, mas Mikhail sucumbe de seus ferimentos e morre nos braços de Yuliy. Yuliy então sai com o mundo perseguindo-o, incluindo os Jaegers. Mais tarde, Yuliy e a gêmea vampira restante, Tamara, viajam para negociar a paz com os anciões vampiros para alcançar a reconciliação entre os vampiros, Sirius e os humanos. | |                                 |                 |                        |

## Recepção
A primeira temporada da série recebeu 91% de aprovação do público segundo o  site Rotten Tomatoes, com base na avalição de 11 usuários.
Theron Martin, do site Anime News Network, faz elogios às cenas de ação da série, repletas de movimento, sangue e decepamento de membros, que não chegam a um nível aterrorizante. O crítico também elogia o design de personagens, o desenhos de cenários e veículos e o figurino. Martin também critica a previsibilidade do enredo, mas pondera que "a falta de originalidade em Sirius the Jaeger é suficientemente equilibrada pelos méritos técnicos de qualidade e cenas de ação para produzir uma série geralmente divertida".